# Мемантин
Мемантин — антагоніст NMDA-рецепторів, дериват амантадину Застосовується при лікуванні деменції при хворобі Альцгеймера середнього та вираженого ступеню. Мемантин діє по типу блокування тільки надмірної нейростимуляції, і не зумовлює змін при нормальній нейротрансмісії. Торгова назва: мематон, мемантин, мема, денігма, мембрал, мемокс, тінгрекс, абікса, мексія, нейронтин.
Особливості прийому. Мемантин приймається щодня не залежно від прийому їжі в один й той самий час. Саме такий прийом забезпечує рівномірну концентрацію препарату в організмі.
Починати приймання препарату варто з 5 мг 1 раз в день щодня перші 7 днів, пильно слідкуючи за станом пацієнта.
З 8-го по 14-ий день — 10 мг 1 раз в день.
З 15-го дня по 21-ий дозу можна підняти до 15 мг 1 раз в день.
З 22-го дня і далі мемантин приймається по 20 мг 1 раз в день. Ця доза є максимальною.
У випадку пропуску прийому, не варто приймати подвійну дозу.
Взаємодія з іншими препаратами. Протипоказано застосовувати з кетаміном, декстрометорфаном (Гриппікс); з обережністю слід застосовувати з амантадином, аміодароном, фенітоїном, ранітидином.
При застосуванні з гідрохлортіазидом можливе зниження концентрації останнього в плазмі крові.
Мемантин не бажано застосовувати вагітним та при лактації (категорія В), водіям, пацієнтам з епілепсією чи судомами в анамнезі. З обережністю слід вживати людям, які приймають варфарин.
Побічні ефекти. До найбільш поширених побічних ефектів відносять запаморочення, спантеличення, головний біль, закрепи, кашель.
Специфічного антидоту не існує. Передозування мемантином лікується симптоматично.